# 384 Burdigala
384 Burdigala eller 1894 AV är en asteroid i huvudbältet, som upptäcktes 11 februari 1894 av den franske astronomen Fernand Courty. Den har fått sitt namn efter Burdigala som är det latinska namnet på den franska staden Bordeaux.
Asteroiden har en diameter på ungefär 34 kilometer.